# فنیل‌گلیسین
فنیل گلیسین ترکیب آلی با فرمول C6H5CH(NH2)CO2H است. این ترکیب یک آلفا آمینو اسید غیر پروتئین‌زا است که به آلانین شباهت دارد، اما در آن یک گروه فنیل به جای گروه متیل جایگزین شده است. این ماده به شکل جامد سفید رنگ است و برخی فعالیت‌های بیولوژیکی خاصی را از خود نشان می دهد.

## تولید
از بنزآلدهید توسط آمینوسیانیددار کردن (سنتز اشترکر) تهیه می شود. همچنین می توان آن را از گلیوکسال و با آمین‌دار کردن کاهشی فنیل‌گلیوکسیلیک اسید تهیه کرد.

## استر
استر متیل α-فنیل‌گلیسینات برای تبدیل اسیدهای کربوکسیلیک به کتون‌های غیراشباع همولوگ استفاده می شود. این واکنش‌ها از طریق حلقه‌ای شدن فنیل‌گلیسین‌آمیدها به اگزازولون‌ها انجام می‌شود، که می‌توان آن‌ها را به صورت تفکیک کاهشی با واکنش‌گرهای کروم انجام داد.